# Gericht Grünenbach

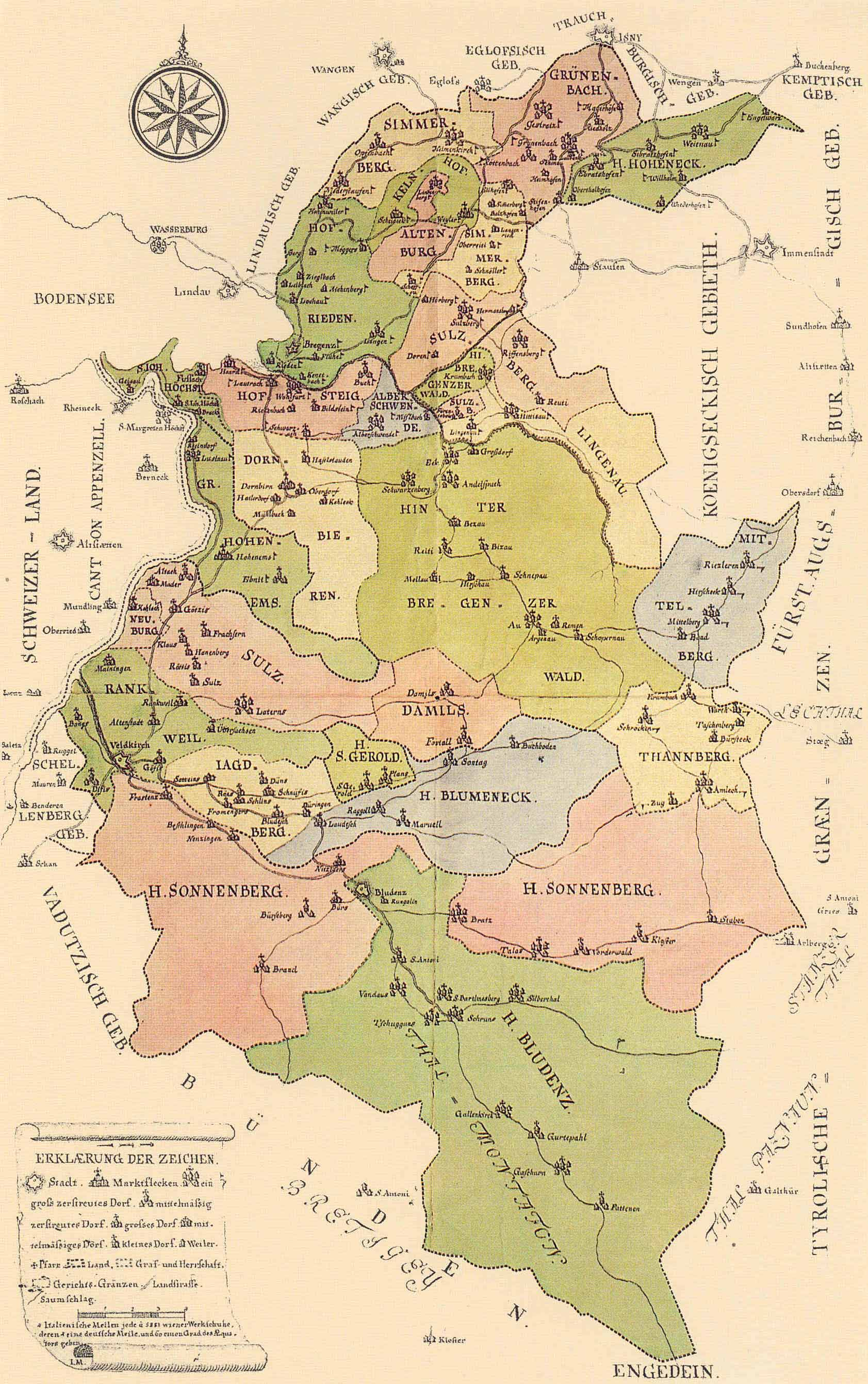
Das Gericht Grünenbach im Norden Vorarlbergs (1783)

Das Gericht Grünenbach – früher Gericht Thalendorf bzw. Thalerdorf oder Dallendorf – war ein niederes Gericht in der Herrschaft Bregenz in Vorderösterreich.

## Geschichte

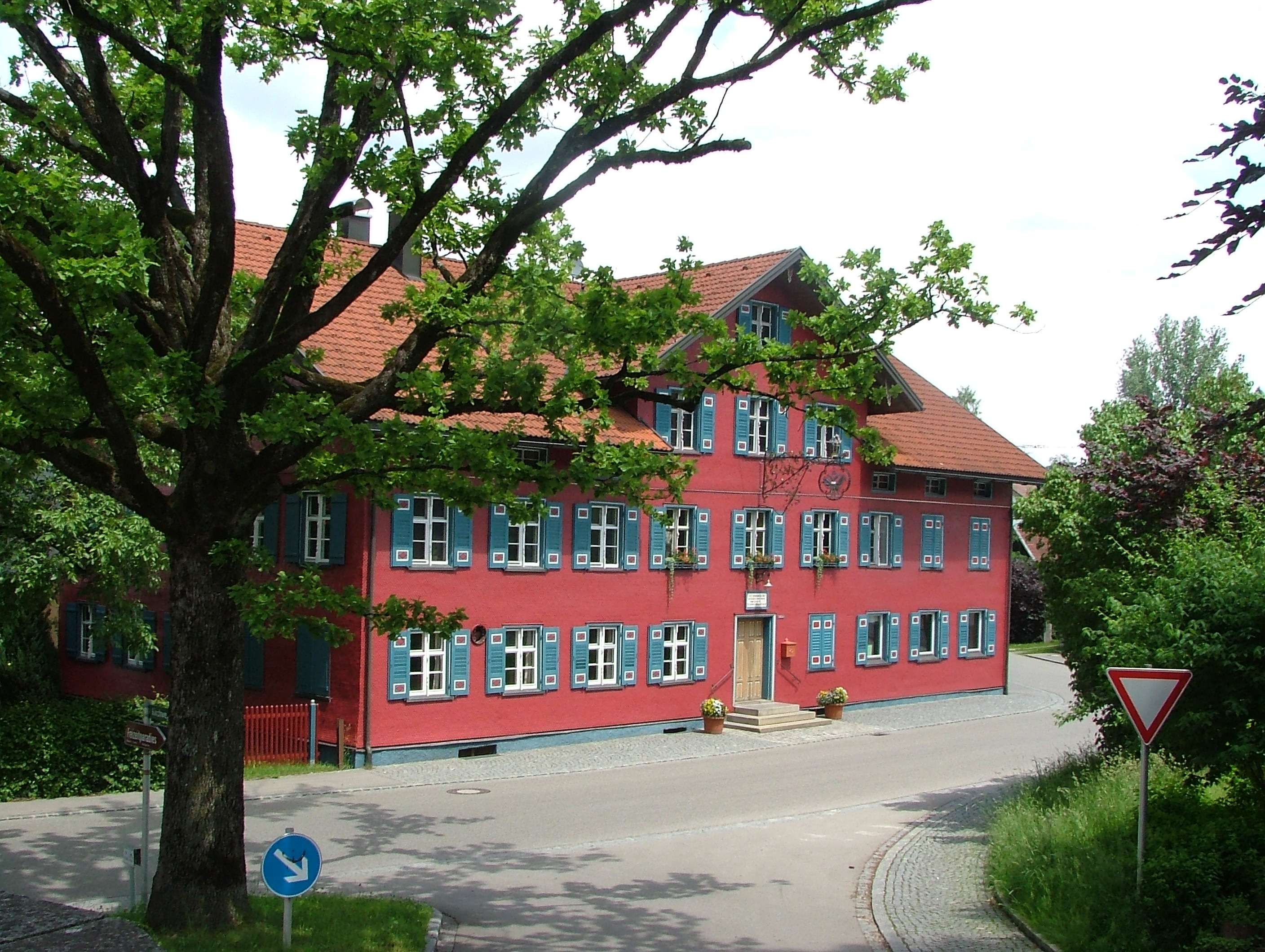
Amtshaus in Grünenbach

Das Gericht befand sich in den Anfängen in Thalendorf, da sich dort auf dem Schloßbühl die Burg der Bregenzer Vögte befand.
Das Gericht Thalendorf kam durch einen Verkauf im Jahr 1523 an Österreich. Mit dem Verkauf galt der Gerichtsbrauch, der an vorarlbergischen Gerichten üblich war.
Der Gerichtsbezirk umfasste die heutigen Gemeinden Grünenbach ohne Ebratshofen, Röthenbach, Gestratz und Maierhöfen, sowie die ehemalige Gemeinde Harbatshofen und einen geringen Teil der Pfarrei Stiefenhofen. Im Ort Stiefenhofen gehörte eine Ecke des Kirchturms und ein Teil des Wirtshauses zum Gericht Grünenbach. Die Grenze verlief durch die Stube der Wirtschaft.
Innerhalb des Gerichtsbezirks lagen die Adelsherrschaften der von Laubenberg und der von Horben. Die Herrschaft Laubenberg besaß ab 1559 eine hohe und niedere Gerichtsbarkeit und war von fremden Gerichten befreit.
Die Gerichtsbesatzung bestand aus einem Gerichtsammann, den Geschworenen, einem Gerichtsschreiber, einem Gerichtsknecht, einem Überreiter (Forstaufseher), einem Heumesser, einem Roßmängelschauer und einem Weinschätzer. Die Wahl der Gerichtsbesatzung fand öffentlich statt. Im Anschluss zur Wahl wurde zusammen mit Bäckern und Wirten der Diensteid abgelegt. Die Wahl fand de jure alle drei Jahre statt, wurde aber häufig überzogen.
Gerichtstage waren dreimal im Jahr; das Fastnachtsgericht zwei Wochen vor der Fastnacht, das Maiengericht im Mai und das Herbstgericht im Herbst. Nach dem Dreißigjährigen Krieg fanden nur zweimal im Jahr Gerichtstage statt, im Juli und Oktober. Gerichtstage wurden zwei Wochen vorher im Gottesdienst und durch öffentlichen Anschlag bekannt gegeben. Kläger und Angeklagter wurden persönlich durch den Gerichtsknecht vorgeladen und konnten sich aus den Geschworenen je einen Fürsprecher aussuchen.
Die Besitzrechtler im Gericht Grünenbach waren meist das Kloster Mehrerau, das Kloster Isny, das Spital Isny, die Herren von Eberz-Isny, die Herrschaft Ellhofen und die Herrschaft Horben-Ringenberg.
Der Sitz des Gerichtes war spätestens ab 1781 die Taferne in Grünenbach. Am 9. September 1785 wurde das Gericht in eine Justizbehörde umgewandelt und ging am 16. November 1806, durch die Angliederung an Bayern, in das Kgl. Bayerische Amtsgericht Weiler über.